# Upsilon Ceti
Upsilon Ceti (59 Ceti) é uma estrela binária na direção da constelação de Cetus. Possui uma ascensão reta de 02h 00m 00.22s e uma declinação de −21° 04′ 40.0″. Sua magnitude aparente é igual a 3.99. Considerando sua distância de 301 anos-luz em relação à Terra, sua magnitude absoluta é igual a −0.83. Pertence à classe espectral K5/M0III. É um sistema binário espetroscópico.